# Nijmeegse Vierdaagse 2015

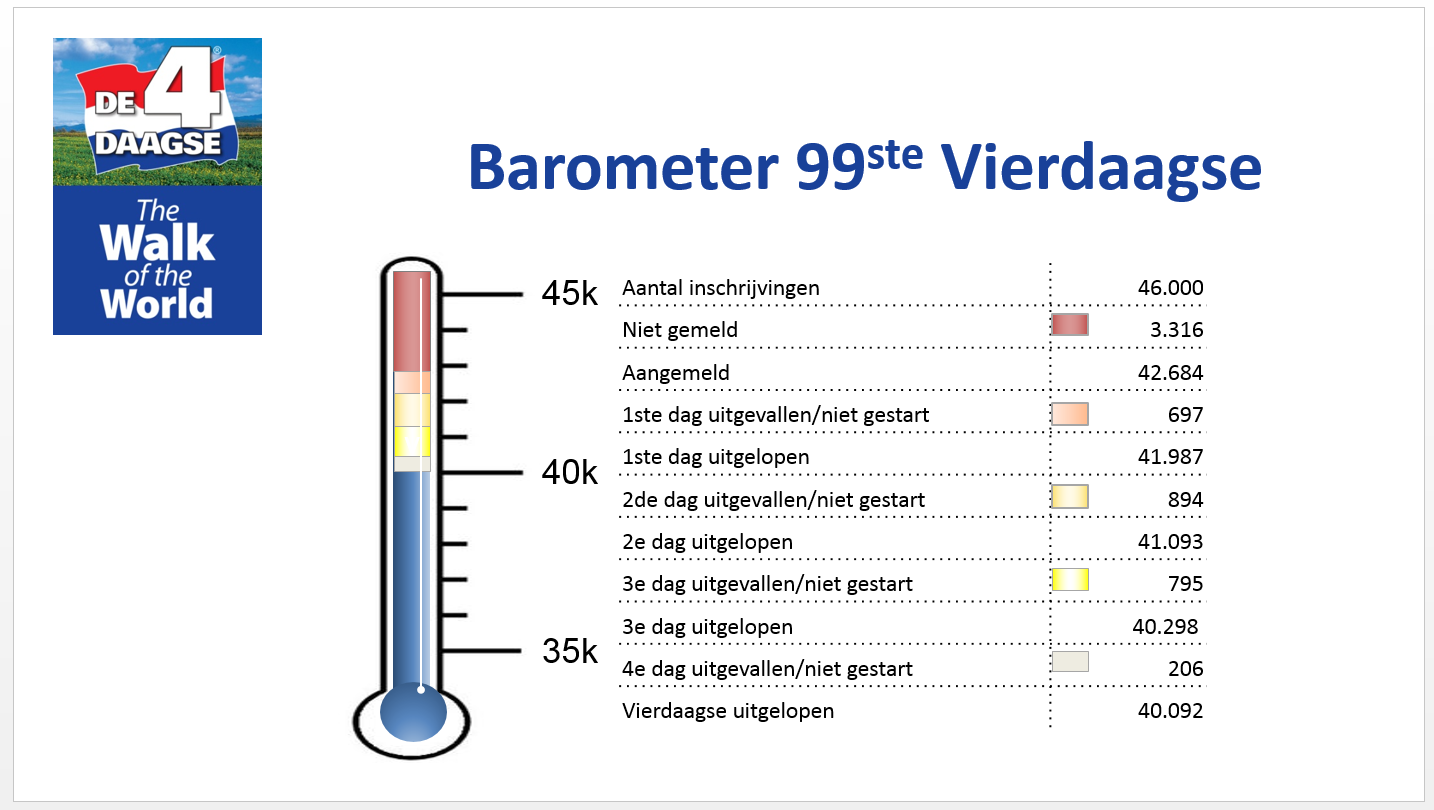
Grafische weergave van de Vierdaagse Barometer waarmee verloop van wandelaars dagelijks wordt bijgehouden.

De 99e editie van de Nijmeegse Vierdaagse is van start gegaan op dinsdag 21 juli 2015.
Omdat de inschrijvingslimiet van 46.000 inschrijvingen is overschreden, is er geloot onder de deelnemers, 10,6% (5.462) van de inschrijvers zijn uitgeloot. Er deden 60 verschillende nationaliteiten en 5000 militairen mee. De jongste deelnemers waren 11 jaar, de oudste deelnemers waren twee mannen van 92 jaar. Van alle deelnemers was 41% vrouw. Bert van der Lans (83) volbracht de tocht voor de 68e keer. In totaal liepen 40.092 mensen de vierdaagse uit.

## Routewijzigingen
Twee routewijzigingen in Lent en Weurt waren het gevolg van wegwerkzaamheden. Verder werd de wijk Weezenhof in Nijmegen van overlast ontlast door een routewijziging, maar niet tot ieders tevredenheid.

## Barometer
| Inschrijvingen                   | 51.462 |
| Ingeloot                         | 46.000 |
| Aangemeld op zondag en maandag   | 42.684 |
| Vierdaagse gestart               | 42.684 |
| 1e dag niet gestart/ uitgevallen | 697    |
| 1e dag uitgelopen                | 41.987 |
| 2e dag niet gestart/ uitgevallen | 894    |
| 2e dag uitgelopen                | 41.093 |
| 3e dag niet gestart/ uitgevallen | 795    |
| 3e dag uitgelopen                | 40.298 |
| 4e dag niet gestart/ uitgevallen | 206    |
| Vierdaagse uitgelopen            | 40.092 |